# کوبلا وولا
کوبلا وولا (به لهستانی:  Kobyla Wola) یک منطقهٔ مسکونی در لهستان است که در گمینا گوژنو (استان ماسوویان) واقع شده‌است.
 کوبلا وولا  ۳۱۵ نفر جمعیت دارد.